# Generacija Z
Generacija Z (engl. Generation Z, iGeneration, Post-Millennials, Plurals, takođe i the Homeland Generation u SAD-u) je demografska grupa koja dolazi posle Milenijalaca. Još uvek nije utvrđen precizan datum kada Generacija Z počinje ili se završava; demografi i istraživači obično uzimaju vremenski opseg od sredine 1990-ih do ranih 2010-ih ali još uvek nema konsenzusa o tome kada je završena.
Značajna karakteristika ove generacije jeste rasprostranjena upotreba interneta od ranog doba; pripadnici Generacije Z se smatraju dobro snalažljivim sa tehnologijom, i interakcija na sajtovima društvenih mreža kao značajan vid njihovog druženja. Pojedini kritičari smatraju da je odrastanje u Svetskoj ekonomskoj krizi ovoj generaciji dalo osećanje uznemirenosti i nesigurnosti.

## Terminologija
Krispin Rid, brend strateg i partner u Sterling Brands je skovao termin Generacija Z februara 2007 u članku objavljenom u Brend Strategy magazinu. Rid je u ovom članku spekulisao da li će se generacija posle Generacije Y možda zvati Generacija Z, navodeći: Teško je reći šta je sledeće? Hoćemo li upoznati Generaciju Z? Ova grupa čiji naziv zvuči mračno možda signalizira novu grupu ljudi koja će medije i multitasking podići na viši nivo.
Vilijam Štraus i Nil Hou su napisali nekoliko knjiga o generacijama i imaju velike zasluge za stvaranje pojma Milenijalci. Hou je rekao: Niko ne zna kako ce se zvati sledeća generacija posle Milenijalaca. Njihova kompanija je 2005. godine sponzorisala online izbor za ime te generacije, na kojoj su ispitanici pretežno glasali za ime Homeland Generation. To je bilo nedugo posle terorističkih napada 11. septembra i jedna od posledica te katastrofe je bilo to što su se Amerikanci možda osećali mnogo sigurniji ostajući kući. Hou je opisao sebe kao nekoga ko nije potpuno vezan za to ime i upozorio da su imena izmišljena od strane ljudi koji su to radili za medijsko saopštenje. Svi žele da ostvare korist.
USA Today sponzorisala online izbor za čitaoce da izaberu ime sledeće generacije posle Milenijalaca. Predloženo je ime Generacija Z, iako je novinar Brus Horovic mislio da bi ga neki mogli smatrati odbojnim, ali ime Generacija Z je steklo popularnost posle prezentacije pod nazivom Upoznajte generaciju Z: Zaboravite sve što ste naučili o Milenijalcima, koja je pokrenuta od strane Njujorške reklamne agencije Sparks and Honey. Među ostalim imenima koja su bila predložena nalaze se iGeneration, Gen Tech, Gen Wii, Net Gen, Digital Natives, and Plurals.
Post-Milenijalci je ime koje je dalo Američko ministarstvo Zdravlja i socijalne zaštite i istraživanje Pew Research centra u statistikama objavljenim 2016 koje pokazuju relativne dimenzije i datume generacija. Isti izvori pokazuju da su od aprila 2016. Milenijalci nadmašili generaciju bejbi bumers u SAD. (77 miliona prema 76 miliona u 2015.godini), međutim Post-Milenijalci su bili ispred Milenijalaca u drugoj anketi Ministarstva zdravstva i socijalne zaštite(69 miliona prema 66 miliona).
iGeneration (ili iGen) je termin za koga je nekoliko osoba tvrdilo da ga je smislilo. Standforski reper MC Lars je koristio ovaj termin u istoimenoj pesmi iGeneration iz 2006. godine, koja je postala popularna prikazivanjem na MTV-u. Profesorka psihologije i spisateljica Džin Tvind je tvrdila kako joj je ime odjednom palo na pamet dok je vozila auto nadomak Silicijumske doline i nameravala je da ga koristi kao naslov njene knjige iz 2006. godine Generation Me, o Milenijumskoj generaciji, dok to nije odbio njen izdavač. Demograf Šeril Rasel tvrdi da je on prvi put iskoristio taj termin 2009. U Ad Age magazinu je 2012. smatrano da je ime iGen koje se najbolje uklapa i vodi ka razumevanju ove generacije. 2005. je pripravnik NPR-a primetio da će iGeneration pobediti kao ime za Post-Milenijalce. Ovo je bilo opisano kao namigivanje i klimanje glavom Eplovom Ajpodu i Ajfonu.
The Futures Company, agencija za oglašavanje Frank N. Magid Associates, i reklamiranje je dala nadimak ovoj kohorti: Pluralist generation ili Plurali. Magid Generational Strategies. 2012. TV mreža Tarner se takođe zalagala da se Post-Milenijum generacija zove Plurali.
MTV je etiketirao ovu generaciju kao Osnivače, posle rezultata istraživanja koja su sproveli u martu 2015. Predsednik MTV-a Šon Etkins je prokomentarisao sledeće: oni imaju svest o tome da je sistem uništen, ali oni ne mogu biti generacija koja će reći mi ćemo ga uništiti još više. Kantar Futures je nazvao ovaj kohort Centennails.
U kanadskoj statističkoj agenciji primećeno je da ova kohorta upućuje na Internet generaciju jer je to prva generacija koja je rođena nakon što se Internet popularizovao. U Japanu, kohorta je nazvana Neo-Digitalni urođenici, a prethodnu kohortu su nazvali Digitalnim urođenicima. Digitalni urođenici prvenstveno komuniciraju tekstovnim ili glasovnim porukama, dok Neo-digitalni urođenici za komunikaciju koriste video ili filmove. Ovo naglašava prelazak sa računara na telefon i sa teksta na video između neo-digitalnog stanovništva.

## Definisanje datuma i starosne dobi
Kanadska statistička agencija definiše Generaciju Z kao generaciju rođenih u 1993.godini, a istraživanja ne prepoznaju tradicionalne Milenijalce i umesto Generacije Z direktno prate šta se označava kao deca bejbi bumers-a (rođena 1972—1992).
Randstad Kanada u Generaciju Z ubraja one koji su rođeni u periodu od 1994. do 2014. Australijski MekKrindl istraživački centar u Generaciju Z ubraja one koji su rođeni između 1995. i 2009. počevši sa zabeleženim rastom stope nataliteta, ukapajući svoju najnoviju definiciju u generacijski raspon od najmanje 15 godina. U izveštaju reklamne agencije Sparks and Honey iz 2014. objašnjavaju da Generaciji Z pripadaju osobe rođene 1995. ili kasnije. Profesorka psihologije i autorka Džin Tvindž smatra da Generaciji Z pripadaju oni koji su rođeni posle 1995.
U njihovoj knjizi How Cool Brands Stay Hot iz 2011, autori Juri van den Berh i Matijas Behrer opisuju Generaciju Z kao osobe rođene posle 1996.< U Japanu ove generacije su definisane prema desetogodišnjem rasponu kao Neo-Digitalni urođenici koji dolaze posle 1996. godine.
The Futures Company,reklamna agencija Frank N. Magid Associates, Ersnt and Young, Turner Broadcasting i The Shand Group koriste 1997. kao godinu rođenja ove kohorte koja traje bar do 2014.
Izveštaj iz 2016. od strane multinacionalne banke Goldman Sachs Generacija Z je opisana kao one osobe koje su rođene posle 1998. 2017. je objavljen viralni video na Buzfidu iz 2017. na kom detaljno određuju 7 generacija Amerikanaca, opisujući Generaciju Z kao one rođene 1998—2010.
MTV za istraživanja koja je sprovela mreža u vezi sa mogućim imenima za kohorte, opisuje Generaciju Z kao one rođene posle decembra 2000.
Autor Nejl Hou definiše ovu kohortu kao ljude rođene otprilike između 2005 i 2025.godine, ali graničnu liniju između Generacije Z i Milenijalaca opisuje kao nesigurnu govoreći ne možete biti sigurni gde će istorije jednog dana povući granicu između kohorti, dok neka generacija potpuno ostari. Rekao je da doba Milenijalaca koje počinje 1982. upućuje na sledeću generaciju koja počinje između 2000. i 2006.

## Karakteristike
Prema Forbsu (2015) generacije posle Milenijalaca, Generacija Z, čini 25% američke populacije, čineći ih većom kohortom od bejbi bumers generacije-a ili Milenijalaca. Saradnici sa Frenk N. Magid-a procenjuju da u SAD, 55% Generacije Z čine belci, 24% su Latinoamerikanci, 14% Afroamerikanci, 4% Azijci i 4% multirasni i ostali.
Generacija Z su pretežno deca Generacije X i oni imaju roditelje koji su Milenijalci. Prema marketinškoj firmi Frank N. Magid oni najmanje od svih do sada veruju da postoji nešto kao što je Američki san jer Generacija X najuticajniji roditelji Plurala (Generacija Z) pokazuju malo vere u sam koncept američkog sna među starijim generacijama. Prema Public Relations Society of Američka Svetska ekonomska kriza je naučila Generaciju Z da bude nezavisna, i dovela do želje za preduzetništvom, nakon posmatranja njihovih roditelja i starije braće i sestara u borbi radne snage.
Istraživanja iz 2013. od strane Ameritrade pokazala su da 46% Generacije Z u Ujedinjenim nacijama (uzimajući u obzir osobe između 14 i 23 godine) bilo zabrinuto za studentski dug dok je 36% brinulo o tome da li će uopšte, biti u mogućnosti da upišu koledž. Ova generacija je suočena sa povećanjem jaza između rasta prihoda i smanjenja srednje klase što je dovelo do povećanja nivoa stresa u porodicama.
Napadi 11. septembra i Svetska ekonomska kriza su uticali na stavove ove generacije u SAD-a. Iako su najmlađi članovi generacije bilo prilično mladi kada su se odigrali napadi, ne postoje generacijska sećanja na Ujedinjene Nacije kada nisu bile u ratu protiv slabo definisanog globalnog terorizma.Turner ukazuje da su verovatno oba događaja izazvala osećanja uznemirenosti i nesigurnosti između ljudi ove generacije i okruženja u kojem su odgajani. Svetska ekonomska kriza koje se dogodila 2008. godine je posebno važna kao istorijski događaj koji je oblikovao Generaciju Z zbog načina na koji su senke recesije uticale na njihova detinjstva, to jeste, finansijske tenzije koje su osećali od strane svojih roditelja. Iako su Milenijalci doživeli ove događaje u toku njihovog punoletstva, Generacija Z je živela sa njima kao sastavnim delom njihovog detinjstva, a ti događaji su uticali na njihov realizam i pogled na svet.
U studiji iz 2014. pod nazivom Generacija Z ide na koledž ustanovljeno je da Generacija Z sebe definiše kao odane, posvećene, obazrive, širokih shvatanja, odgovorne i odlučne osobe. Kako oni vide svoje vršnjake je prilično drugačije od njihovog ličnog samoidentiteta. Svoje vršnjake vide kao osobe takmičarskog duha, spontane, avanturiste i radoznale, sve osobine koje nisu lako videli kod sebe.
Potrošači ove generacije ostaju odani brendovima koje kupuju, i drže se njih tokom celog života. Na duže staze, ovo je džekpot za preduzeća jer dobijaju dugotrajnu korist od prihoda.
Američka studija iz 2016. je utvrdila da je pohađanje crkve u zrelom dobu među Generacijom Z bila 41%, upoređujući sa 18% Milenijalaca u istom dobu, 21% Generacije X i 26% bejbi bumers generacije.
Uopšteno govoreći, Generacija Z je manje sklona riziku u određenim situacijama od ranijih generacija. U 2013. godini, 66% tinejdžera (stariji pripadnici Generacije Z) je probalo alkohol, daleko manji procenat nego u 1991. gde je on iznosio 82%. Takođe 2013. godine, 8% tinejdžera Generacije Z nikad ili veoma retko vezuje pojas kada se voze u autu sa nekim drugim, nasuprot 26% tinejdžera 1991. godine.
Istraživanja the Annie E. Casey fondacije sprovedena u 2016. utvrdila su da je omladina Generacije Z imala nižu stopu tinejdžerske trudnoće, manju zloupotrebu psihoaktivnih supstanci i veću stopu završavanja srednje škole na vreme u odnosu na Milenijalce. Istraživači su uporedili tinejdžere iz 2008. i 2014. i otkrili pad tinejdžerske trudnoće za 40%, pad zloupotrebe droge i alkohola za 38% i pad za 28% tinejdžera koji nisu završili srednju školu.
Prema The Daily Telegraph, Generacija Z je spremna da brine o svom novcu i učini svet boljim mestom. Novinar Heri Valop navodi, Za razlikuju od starije Generacije Y, oni su pametniji, sigurniji, zreliji i žele da promene svet. Njihov uzor je Malala Jusufzai pakistanska aktivistkinja, poznata kao borac za pravo na obrazovanje i prava žena, koja je preživela atentat od strane Talibana i tako postala najmlađa dobitnica Nobelove nagrade.

## Tehnologija i društvene mreže
Generacija Z je prva kojoj je Internet tehnologija lako dostupna u veoma ranom uzrastu. Sa digitalnom revolucijom koja je došla tokom 1990-ih oni su u njihovom odrastanju bili izloženi velikoj količini tehnologije. Kako tehnologija postaje kompaktna i pristupačna popularnost pametnih telefona u Sjedinjenim Američkim Državama eksponencijalno raste. Čak 77% populacije između 12 i 17 godina starosti posedovalo je mobilni telefon u 2015 godini, tehnologija ima veliki uticaj na generaciju Z kada se radi o komunikaciji i obrazovanju. Forbs časopis smatra da će do vremena kada generacija Z uđe na radna mesta digitalna tehnologija biti deo gotovo svake karijere. Entoni Tarner karakteriše Generaciju Z kao generaciju koja ima digitalnu vezu sa internetom, on tvrdi da tehnologija može pomoći mladima da pobegnu od emocionalnih i mentalnih poteškoća sa kojima se susreću u stvarnom svetu. Prema američkoj konsultantskoj firmi Sparks and Honey u 2014. godini, 41% Generacije Z provede više od 3 sata na dan koristeći kompjuter u svrhu koja nije školski rad, naspram 22% u 2004 godini.
U 2015. godini Generacija Z zauzima najveći udeo populacije u Sjedinjenim Američkim Državama, sa skoro 26% istisnuvši generaciju Milenijalaca(24,5%), a za Generaciju Z se procenjuje da generiše 44 biliona dolara na godišnjem nivou. Oko tri četvrtine populacije između 13 i 17 godina koristi svoj mobilni telefon dnevno, više nego što gledaju televiziju. Više od polovine ispitanih majki kaže da reklame utiču na odluke prilikom kupovine igračaka, odeće, izbora večere, zabave, televizora, mobilnih i kompjutera. Među društvenim mrežama samo popularnost Instagrama je u stalnom porastu.
U 2015 godini od procenjenih 150.000 aplikacija 10% onih koje su Ejpl prodavnice su obrazovne i namenjene su deci do nivoa fakulteta. Dok se istraživači i roditelji slažu da je promena u obrazovnoj paradigmi značajna, rezultati promena su pomešani. Sa jedne strane pametni telefoni nude potencijal za dublje uključivanje u učenje i više individualnih uputstava, čineći ovu generaciju potencijalno bolje obrazovnom. Sa druge strane neki istraživači i roditelji su zabrinuti da rasprostranjenost pametnih telefona može uzrokovati zavisnost od tehnologije i nedostatak samokontrole koja može poremetiti razvoj deteta.
Online novine o dopisivanju, SMS-u, MMS-u pišu da tinejdžeri poseduju mobilni telefon iako im nije neophodan. Tako deca postaju tinejdžeri dobijanje mobilnog telefona se smatra činom odrastanja u nekim državama, omogućavajući njegovom vlasniku da nadalje bude povezan sa svojim vršnjacima, danas je društvena norma imati jedan u ranom dobu. Članak iz Pew Research Center navodi da skoro tri četvrtine tinejdžera ima pristup pametnim telefonima i 30% ima klasičan telefon, dok samo 12% tinejdžera koji su uzrasta između 13 i 17 godina kažu da nemaju mobilni telefon. Ovi brojevi su samo u porastu i činjenica da većina pripadnika generacije Z poseduje mobilni telefon je postala jedna od glavnih karakteristikama ove generacije. Proizvod ovoga je to da je 24% tinejdžera na mreži gotovo neprestano.
Za tinejdžere je verovatnije da će deliti različite tipove informacija počev od 2012 godine u poređenju sa 2006 godinom. Međutim oni će preduzeti određene korake da zaštite da pojedine informacije za koje oni ne žele da budu viđene. Za njih je verovatno da će „pratiti” druge na društvenim mrežama nego da će „deliti” i koristiti različite tipove društvenih mreža za različite svrhe. Ciljna grupa je tokom testiranja otkrila da dok tinejdžere mogu nervirati mnogi aspekti Facebook-a oni nastavljaju da ga koriste zbog učešća u bitnim delovima socijalizacije sa prijateljima i vršnjacima. Za Twitter i Instagram se čini da dobijaju na popularnosti i broju članova od strane generacije Z sa 24%(u porastu) tinejdžera koji imaju pristup internetu ima Twitter nalog. To je delimično, zbog toga što roditelji tipično ne koriste sajtove društvenih mreža. Snapchat takođe privlači pažnju generacije Z zbog videa, slika, poruka i zbog toga što je mnogo brži nego obično dopisivanje.Brzina i pouzdanost su bitni faktori po kojima se članovi generacije Z odlučuju za izbor platforme društvene mreže.Ova potreba za brzom komunikacijom se nalazi u popularnim aplikacijama koje ova generacija koristi poput Vine i prevelike upotrebe emotikona.
U studijama koje vrše psiholozi je otkriveno da mladi ljudi koriste internet kao način da dobiju pristup informacijama i da budu u kontaktu sa ostalima. Mobilna tehnologija, društvene mreže i korišćenje interneta je postalo veoma važno modernim adolescentima tokom prethodne decenije. Veoma mali broj se promeni kada dobije pristup internetu. Mladi koriste internet kao alat za dobijanje društvenih veština koje onda primenjuju u situacijama u stvarnom životu, uče o stvarima koje ih interesuju. Tinejdžeri provode većinu svog vremena online u privatnim razgovorima sa ljudima sa kojima su okruženi i van interneta na dnevnom nivou. Dok se društvene mreže koriste da bi se držao korak sa globalnim vestima i vezama one se uglavnom koriste za razvijanje i održavanje odnosa sa osobama sa kojima smo bliski. Korišćenje društvenih mreža je ugrađeno u svakodnevni život za većinu pripadnika generacije Z koji imaju pristup mobilnoj tehnologiji.Oni ga koriste na dnevnom nivou da održe kontakt sa prijateljima i porodicom, posebno sa onima koje ne viđaju svaki dan. Kao rezultat povećano korišćenje mobilne tehnologije je uzrokovalo da većina pripadnika generacije Z provede više vremena na pametnim telefonima i društvenim mrežama i uzrokovalo je to da razvoj online veza postane nova generalna norma. Pripadnici generacije Z su generalno protiv ideje „fotošopa”(brisanje nesavršenosti sa fotografija) i oni su protiv menjanja sebe da bi se smatrali savršenim. Roditelji pripadnika Generacije Z se plaše da njihova dece previše koriste internet. Roditeljima se ne sviđa lak pristup neprikladnim informacijama i slikama kao i to što na sajtovima društvenih mreža deca mogu dobiti pristup raznim ljudima sa celog sveta. Decu nasuprot toga nerviraju njihovi roditelji i žale se na to da ih njihovi roditelji previše kontrolišu kada se radi o korišćenju interneta. Pripadnici generacije Z koriste društvene mreže i druge sajtove da ojačaju vezu sa prijateljima i da razviju nove. Oni su u kontakti sa ljudima koje ne bi drugačije mogli upoznati u stvarnom svetu, i to postaje alat za izgradnju identiteta.
Prva generacija koja je odrasla kao deo trenda da se bude u očima javnosti konstantno obaveštavajući o svojim životima na društvenim mrežama, čini ih egocentričnom generacijom. Kao rezultat oni se susreću sa više spoljašnjeg pritiska nego prethodne generacije. Česta izloženost tehnologiji je uticala na njihova očekivanja i ponašanje. Vizuelno dominantan porast društvenih mreža ima psihološki uticaj na Generaciju Z pošto oni daju veliki značaj ličnom izgledu. Na primer, sudeći po nedavnim izveštajima od strane Fung Global Retail Tech, Generacija Z potroši oko 829,5 biliona dolara sa 66 biliona dolara potrošenih na diskretne kategorije, dok većina troška ode na osnovne kategorije: kućanstvo, dobra, transport itd. Anketa koja je sprovedena nad tinejdžerima Sjedinjenih Američkih Država od reklamne agencije J.Walter Thomson tvrdi da je većina tinejdžera zabrinuta kako će na ono što oni postave gledati ljudi i njihovi prijatelji. Čak 72% ispitanika kaže da koristi društvene mreže na dnevnoj bazi, a 82% pažljivo promisli šta će postaviti na društvene mreže. Štaviše, 43% kaže da je zažalilo zbog prethodnih objava.
Jason Dorsey, koji vodi Centar za Generacijsku Kinetiku, navodi u TEDxHouston razgovoru da ova generacija počinje posle 1996. godine i traje do danas. On je istakao značajne razlike u načinu na koji Milenijalci i Generacija Z koriste tehnologija, u smislu korišćenja pametnih telefona u ranijem dobu. Čak 18% od generacije Z misli da je dobro da deca od 13 godina poseduju pametne telefone, za razliku od prethodnih generacija od kojih je to samo 4%.

## Društvene mreže i nova potrošnja
Razvoj tehnologije je dao mobilnost i neposrednost navikama potrošnje kod pripadnika Generacije Z. Ekonomska potražnja definisana kao ekonomska aktivnost kreirana od strane tehnoloških kompanija da bi se ispunile potrebe potrošača putem neposrednog rezervisanja robe i usluga, je napravila promenu u načinu na koji roba i usluge dolaze do potrošača. Samo generacija koja raste u centru ovog transformacionog perioda će se uspostaviti kao neposredni potrošač.

## Obrazovanje
Prema anketi Northeastern univerziteta 81% od Generacije Z veruje da je dobijanje fakultetske diplome neophodno za postizanje ciljeva u karijeri. Kako Generacija Z polazi u srednju školu, oni počinju pripreme za fakultet, a primarna briga je plaćanje obrazovanja bez sticanja duga. Studenti kažu da naporno rade u srednjoj školi u nadi da će zaslužiti stipendiju i u nadi da će njihovi roditelji platiti troškove koledža ukoliko stipendija ne pokrije sve troškove. Studenti su takođe pokazali interesovanje za ROTC programe kao sredstvo za pokrivanje troškova. Hawkins, B. Denise. Prema Nea Today, objavljivanje od strane Nacionalnog udruženja za obrazovanje, dve trećine generacije su zabrinute da li mogu priuštiti koledž. Dok je trošak za pohađanje koledža neverovatno visok za većinu generacije po Nea Today, 65% kaže da je korist od diplomiranja veća od troškova.
Generacija Z preferira intrapersonalno i samostalno učenje više od grupnog rada, ali svoj samostalni rad obavljaju pored drugih kada uče. Oni vole da njihovo učenje bude praktično i tačno i žele da im njihovi profesori pomognu da se uključe i da primene naučeni sadržaj umesto da samo dele ono što bi inače sami pronašli na internetu.
Generacija Z je transformisala obrazovni sistem u mnogim aspektima. Delimično zahvaljujući porastu popularnosti preduzetništva, srednje škole i fakulteti širom sveta uključuju preduzetništvo u njihove nastavne programe.

## Politička gledišta
Prema Hispanic Heritage Foundation ,članovi generacije Z imaju tendenciju da budu konzervativniji od članova generacije Milenijalaca. Prema istraživanju na 83.298 studenata Generacije Z (definisani kao oni između 14 i 18 godina u 2016) u Sjedinjenim Američkim Državama koje je radila My College Options i Hispanic Heritage Foundation u septembru i oktobru 2016 godine,32% učesnika je podržalo Donald Trampa dok je 22% podržalo Hilari Klinton, a 31% je izabralo da ne glasa ma izborima. U 2016. godini lažni izbori koji su održani za učenike osnovnih i srednjih škola od strane Houghton Mifflin Harcourt, Hilari Klinton je pobedila Donalda Trampa među učenicima dobivši 47% glasova, dok je Donald Tramp dobio 41% a ostali kandidati 12% glasova. U članku pod naslovom Hilari stimuliše dodatnu energiju Generacije Z, NPR predstavlja više pripadnika Generacije Z koji prvi put glasaju i izrazili su podršku Hilari Klinton na predsedničkim izborima 2016. Ljudi koji su članovi generacije Z se opisuju kao fiskalno konzervativni, prema tome Generacija Z ide na fakultet, kažu Kori Similer i Megan Grejs, 84% pripadnika generacije Z se identifikuje kao fiskalno umereni ili konzervativni.
Bussines Insider opisuje Generaciju Z kao više konzervativnu, više orijentisanu prema novcu, preduzimljiviju i pragmatičniju kada se radi o novcu, u odnosu na generaciju Milenijalaca.
Prema istraživanju iz 2016 koje je objavio The Gild globalni brend za konsultaciju, britanski pripadnici Generacije Z definisani ovde kao oni rođeni 2001. godine i kasnije su više konzervativni od Milenijalaca, Generacije X i Bejbi Bumersa koji poštuju legalizaciju marihuane, probleme transrodnih osoba i brak između osoba istog pola. Međutim, ova studija ima nekoliko metodoloških problema kao što su ne nasumičan izbor i pitanja koja imaju samo jednu vrstu odgovora.

## Izgledi za zapošljavanje
Prema Hejlu Brothajmu u Introducing Generation Z, oni će biti bolji budući radnici. Sa veštinama koje su potrebne da bi se imala prednost u naprednoj tehnologiji, oni će biti od veće pomoći tipičnim kompanijama u današnjem svetu visoke tehnologije. Brothajm tvrdi da su njihove dragocene karakteristike prihvatanje novih ideja i različito shvatanje koncepta slobode od prethodnih generacija.
Uprkos njihovoj tehnološkoj spretnosti, pripadnici generacije Z zapravo preferiraju kontakt licem u licem nasuprot interakciji putem interneta. Kao proizvod društvenih mreža i tehnologije oni su navikli na njih, pripadnici generacije Z su dobro pripremljeni za svetsko poslovno okruženje. Još jedna bitna činjenica koja se treba istaći je to da Generacija Z ne želi samo posao, oni traže nešto više od toga. Oni žele osećanje ispunjenosti i uzbuđenja na njihovom poslu koji pomaže da se svet pomera napred. Generacija Z je nestrpljiva da se uključi u njihovu zajednicu i njihovu budućnost. Pre fakulteta, Generacija Z je već napolju u svetu tražeći prednost relevantnih profesionalnih mogućnosti koje će im dati iskustvo za budućnost.
U Indiji, 2016 godine anketa od strane JobBuzz.in pokazuje da angažovanje zaposlenih i program preduzetništva ukazuju na to da je Generacija Z bolje startovala na tržištu rada u odnosu na stariju Generaciju Y.

## Sledbenici
Met Karlmajkl, bivši direktor strategije podataka u Advertising Age, dodaje da se u 2015 godini mnogo grupa takmičilo da smisli najpametnije ime za generaciju koja će doći posle Generacije Z. Mark MekKrindl je predložio „Generacija Alfa” i „Staklena generacija” kao imena za buduću generaciju. Mekkrindl predviđa da će sledeća generacija biti najviše formalno obrazovana, najviše tehnološki obezbeđena i globalno najbogatija generacija ikad. On je izabrao ime " generacija Alfa " dodajući da naučne discipline često prelaze na grčki alfabett sa rimskog.
Autorka Aleksandra Lejvit je rekla da možda neće biti potrebe da se imenuje sledeća generacija, kako ona vidi tehnologija donosi to da osobe uzrasta između 15 i 20 godina postaju zastareli. Ona dodaje da ne može da zamisli da njena dadilja koja je student ima isto iskustvo kao i njen četvorogodišnji sin uprkos tome što su oboje pripadnici Generacije Z.
Društveni analitičar Nir Korn je napomenuo da bi moglo doći do negativne reakcije na konzumerizam od strane kohorte koja dolazi posle Generacije Z.

## Literatura
- Combi, Chloe (2015). Generation Z: Their Voices, Their Lives. London: Hutchinson. OCLC 910606762.
- Palfrey, John; Gasser, Urs (2008). Born Digital: Understanding the First Generation of Digital Natives. Basic Books.
- McCrindle, Mark; Wolfinger, Emily (2014). The ABC of XYZ: Understanding the Global Generations. McCrindle Research.